# 栗原ルイス
栗原 ルイス（くりはら ルイス、1996年11月3日 - ）は、日本の男子プロバスケットボール選手である。ポジションはシューティングガード。B.LEAGUEの信州ブレイブウォリアーズ所属。弟はプロバスケットボール選手の栗原クリスである。

## 来歴
アメリカ合衆国・カリフォルニア州出身。
パリサデス高校からウィッティア大学に進み、4年次に日本代表候補に選出された。
2018年、信州ブレイブウォリアーズに加入。

## 人物
- アメリカ生まれであるが両親は日本人であり、アメリカで生活することを考えてルイスと命名された。
- 信州ブレイブウォリアーズでのキャッチコピーは「寡黙なLOUIS IN WONDERLAND」であり、冷静で落ち着きがある選手である。

## 日本代表歴
- 2018年ウィリアム・ジョーンズカップ